# Удмуртский Тоймобаш
Удмуртский Тоймобаш — село в Алнашском районе Удмуртской республики Российской Федерации.  Административный центр Удмурт-Тоймобашского сельского поселения. 

## География
Находится в 8 км к северу от села Алнаши и в 80 км к юго-западу от Ижевска.

## История
По итогам десятой ревизии 1859 года в 95 дворах казённой деревни по речке Тойме (Вотский Тоймобаш) Елабужского уезда Вятской губернии проживали 283 жителя мужского пола и 299 женского, работала мельница. К 1897 году в деревне проживало 933 человека. На 1914 год жители деревни Тоймобаш (Вотский Тоймобаш, По реке Тойме) Больше-Кибьинской волости Елабужского уезда Вятской губернии числились прихожанами Свято-Троицкой церкви села Алнаши.
В 1921 году, в связи с образование Вотской автономной области, деревня передана в состав Можгинского уезда. В 1924 году при укрупнении сельсоветов образован укрупнённый Вотско-Тоймабашский сельсовет Алнашской волости, в состав которого вошли 7 населённых пунктов. В 1929 году упраздняется уездно-волостное административное деление и деревня причислена к Алнашскому району. В 1932 году Вотская автономная область переименована в Удмуртскую автономную область, после этого все административные единицы и населённые пункты Удмуртии, включавшие старое название удмуртов — вотяки, были переименованы, в том числе деревня Вотский Тоймобаш стала деревней Удмуртский Тоймобаш.
16 ноября 2004 года Удмурт-Тоймобашский сельсовет был преобразован в муниципальное образование «Удмурт-Тоймобашское» и наделён статусом сельского поселения.

## Население
| 2008 | 2010 | 2012 |
| ---- | ---- | ---- |
| 873  | ↘704 | ↘689 |

## Люди, связанные с селом
- Байков Спиридон Ксенофонтович — уроженец деревни, призван Алнашским РВК в июле 1941 года. Отличился будучи разведчиком 367-го пушечно-артполка РГК. 8 июня 1942 года двумя снайперскими выстрелами уничтожил двух немецких офицеров вышедших на рекогносцировку, награждён медалью «За Отвагу»[10].
- Калаев Илларион Михайлович — уроженец деревни, призван Алнашским РВК в 1940 году. Командир роты отдельного сапёрного батальона. Награждён орденами Красного Знамени, Отечественной войны II степени, Красной Звезды, медалями[11].
- Пронев Гаврил Ильич — уроженец деревни, капитан, призван Алнашским РВК в сентябре 1939 года, на фронте с января 1942 года. Воевал на Западном, 3-м Белорусском, 1-м Прибалтийском фронтах, имел ранения. Награждён орденами Отечественной войны II степени, Красной Звезды, медалями[12].
- Семёнов Иосиф Семёнович — уроженец деревни, лейтенант, призван Алнашским РВК в августе 1942 года, на фронте с апреля 1943 года. Отличился будучи командиром стрелкового взвода, умело командовал взводом, с 15 по 20 июля 1943 года его подразделение уничтожило 3 пулемётных расчёта, 15 солдат и офицеров противника, награждён орденом Красной Звезды[13].
- Соловьёв Василий Андреевич — уроженец деревни, гвардии-лейтенант, призван Алнашским РВК в августе 1941 года, на фронте с января 1943 года, имел ранения. Отличился будучи командиром танка с 14 по 22 сентября 1944 года, в составе экипажа уничтожил: 4 орудия, 8 пулемётных точек, 4 автомашины, трактор-тягач, истребил до 60 солдат и офицеров. Награждён орденом Отечественной войны II степени[14].

## Инфраструктура
Личное подсобное хозяйство с зоной сельскохозяйственного использования, индивидуальная застройка усадебного типа.
Основа экономики — сельское хозяйство.

### Социальная инфраструктура
- Удмурт-Тоймобашская основная школа — 135 учеников в 2008 году[15]
- Удмурт-Тоймобашский детский сад
- Удмурт-Тоймобашский сельский культурный центр (здание построено в 1966 году)

## Транспорт
Деревня доступна автотранспортом. Автобусное сообщение с райцентром. Остановка общественного транспорта «Удмуртский Тоймобаш – 1» находится вблизи Центральной улицы. 